# Cristhian Valencia
Cristhian Valencia (n. Guayaquil, Ecuador; 6 de agosto de 1999) es un futbolista ecuatoriano. Juega de centrocampista y actualmente se encuentra sin club.

## Trayectoria
Se inició desde los 15 años en las canteras futbolísticas del cuadro azul, sus buenas condiciones llamaron la atención para ascender a las reservas.
En búsqueda de que tenga más experiencia para el 2021 lo cedieron un año a préstamo al Atlético Santo Domingo club que ese año cursaba por la Serie B de Ecuador dicha experiencia le sirvió al jugador para optimizar sus capacidades como mediocampista defensivo.
Continuó su travesía con el Manta Fútbol Club nuevamente a préstamo en Serie B en la temporada 2022, a inicios de 2023 volvió a la reserva del club eléctrico, no es hasta principios de ese año que firma para ser parte del elenco de primera y tras la salida de Dixon Arroyo es cuando que tuvo más oportunidades de jugar, así como de ser titular en Emelec llegando a jugar la Copa Sudamericana 2023.

## Estadísticas

### Clubes
Actualizado al último partido jugado el 25 de mayo de 2025.
| Club                             | Div.          | Temporada     | Liga  | Liga  | Copas nacionales | Copas nacionales | Copas internacionales | Copas internacionales | Total | Total |
| Club                             | Div.          | Temporada     | Part. | Goles | Part.            | Goles            | Part.                 | Goles                 | Part. | Goles |
| -------------------------------- | ------------- | ------------- | ----- | ----- | ---------------- | ---------------- | --------------------- | --------------------- | ----- | ----- |
| Rocafuerte F. C. · Ecuador       | 3.ª           | 2018          | 7     | 2     | —                | —                | —                     | —                     | 7     | 2     |
| Rocafuerte F. C. · Ecuador       | 3.ª           | 2019          | 6     | 0     | —                | —                | —                     | —                     | 6     | 0     |
| Rocafuerte F. C. · Ecuador       | 3.ª           | 2020          | 4     | 0     | —                | —                | —                     | —                     | 4     | 0     |
| Rocafuerte F. C. · Ecuador       | Total club    | Total club    | 17    | 2     | 0                | 0                | 0                     | 0                     | 17    | 2     |
| Atlético Santo Domingo · Ecuador | 2.ª           | 2021          | 12    | 0     | —                | —                | —                     | —                     | 12    | 0     |
| Atlético Santo Domingo · Ecuador | Total club    | Total club    | 12    | 0     | 0                | 0                | 0                     | 0                     | 12    | 0     |
| Manta F. C. · Ecuador            | 2.ª           | 2022          | 23    | 0     | 2                | 0                | —                     | —                     | 25    | 0     |
| Manta F. C. · Ecuador            | Total club    | Total club    | 23    | 0     | 2                | 0                | 0                     | 0                     | 25    | 0     |
| C. S. Emelec · Ecuador           | 1.ª           | 2023          | 21    | 0     | —                | —                | 10                    | 0                     | 31    | 0     |
| C. S. Emelec · Ecuador           | 1.ª           | 2024          | 15    | 0     | 0                | 0                | —                     | —                     | 15    | 0     |
| C. S. Emelec · Ecuador           | 1.ª           | 2025          | 10    | 1     | 0                | 0                | —                     | —                     | 10    | 1     |
| C. S. Emelec · Ecuador           | Total club    | Total club    | 46    | 1     | 0                | 0                | 10                    | 0                     | 56    | 1     |
| Total carrera                    | Total carrera | Total carrera | 98    | 100   | 2                | 0                | 10                    | 0                     | 110   | 3     |
| 1. 2.                            |               |               |       |       |                  |                  |                       |                       |       |       |